# إينوياشا: قلعة ما وراء المرآة
إينوياشا : ذا كاستل بيوند ذا لوكنج كلاس أو إينوياشا: قلعة ما وراء المرآة هو الفيلم الثاني من سلسلة إينوياشا , عرض في اليابان يوم 12 شهر ديسمبر عام 2002 , و في الولايات المتحدة 28 ديسمبر عام 2004

## القصة
يخوض ( إينوياشا ) و رفاقة ( كاجومي ) و ( شبيو ) و ( سانجو ) و ( ميراكو ) و ( كيرارا ) معركة حاسمة ضد عدوهم اللدود ( ناراكو )و بجهود الجميع ينجحون بهزيمة ( ناراكو ), و بذلك اختفى نفق الريح من يد ( ميراكو ) , ينفصل كل من ميراكو و سانجو عن الفريق , ثم تجدت ( سانجو ) أخاها ( كوهاكو ) و تبقى معه , لذلك ظن الجميع أنه حان الوقت لينعموا بحياة هانئة و لكن بسبب موت ( ناراكو ) قامت ( كاجورا ) و ( كانا ) بتحرير [ أميرة القمر الملعونة ] و التي قد خُتِم عليها بداخل [ عالم المرايا ] و تدعى ( كاجويا ) لأنها و كما ادعت قادرة على إعطاء ( كاجورا ) الحرية الأبدية و لكن تتضح نواياها و هي رغبتها في إيقاف الزمن و جعل العالم يعيش في ليلاً أبدي
تقوم كاجويا بخطف كاجومي و يتجمع بقية القريق في مملكة كاجويا لإنقاذ كاجومي , تقوم كاجوريا بتحويل إنيوشا بأن يصبح شيطان كامل لكن السحر ينكسر بقبلة من كاجومي و يتوقف التحول . يظهر ( ناراكو ) من جديد من ظهر ( كوهاكو ) ثم يقوم بالهرب مع كوهاكو , تقوم كاجومي بتدمير مرأة كاجويا ثم يقضي انوياشا على كاجويا (الشكل الأول) , فتظهر كاجورا (بشكل شبيه بالغاز) فيقوم ميراكو بحركة نفق ريح و يبتلعها إلى يده . يهرب الجميع من خلال مرأة كاجويا و ينهار قصر كاجويا .

## وصلات خارجية
- إينوياشا: قلعة ما وراء المرآة على موقع IMDb (الإنجليزية)
- إينوياشا: قلعة ما وراء المرآة على موقع نتفليكس (الإنجليزية)
- إينوياشا: قلعة ما وراء المرآة على موقع فيلمافينيتي (الإسبانية)
- إينوياشا: قلعة ما وراء المرآة على موقع قاعدة بيانات الفيلم (الإنجليزية)
- إينوياشا: قلعة ما وراء المرآة على موقع ليتربوكسد (الإنجليزية)
- إينوياشا: قلعة ما وراء المرآة على موقع كينوبويسك (الروسية)
- إينوياشا: قلعة ما وراء المرآة على موقع ANN anime (الإنجليزية)

http://www.imdb.com/title/tt0366621/